# 布鲁克林技术高中
布鲁克林技术高中（英語：Brooklyn Technical High School，简称Brooklyn Tech或BTHS），或译布鲁克林科技高中，是位于纽约市的一所理工科精英高中。该校与史岱文森高中、布朗克斯科学高中并列为紐約市教育局最初确定的三大特殊高中。2022年，学校在美国新闻与世界报道全美高中排行榜中位列第46名，纽约高中排行榜中位列第6名。
布鲁克林技术高中始创于1922年，最初的校址位于夫拉特布殊大道49号。1930年迁至现址。1979年开始招收女学生。1972年入选纽约市特殊高中。
与纽约市其他的特殊高中相同的是，学生在入学布鲁克林技术高中时必须通过特殊高中入学测验（SHSAT）。2018至2019学年中，累计23637名学生报考该校，其中1305名得到录取。

## 概况

### 入学要求
布鲁克林技术高中的要求是通过纽约市的特殊高中入学测验。该测验面向所有八年级与首次上九年级的纽约市学生开放，测验内容分为英语（阅读理解与语法）和数学（选择题与应用题）两个部分。由于布鲁克林技术高中的学生群体是纽约特殊高中当中人数最多的，录取率也相对高。2019年参与测验的29000名学生当中，有23637名学生选择报考布鲁克林技术高中，当中1305名被该校录取。

### 毕业要求
达标纽约州高中毕业标准的学生会收到高中毕业证书。同时，从20世纪50年代开始，布鲁克林技术高中会对取得足够“服务学分”的学生颁布布鲁克林技术高中毕业证书。2010年起，希望得到布鲁克林技术高中毕业证书的学生必须满足以下要求：
1. 在校内特定社团或校外社区服务当中累计参与50小时；
2. 在校内社团、运动团体或特定校内活动当中累计获取32点服务学分。

服务学分可以由以下途经获取：
1. 参与以下团体的学生，每个学期能获取8点学分：
  - BETA社团
  - 国家高中荣誉生会
  - 学生政府组织
  - 学生生产活动
  - 舞台演出
  - 公立学校体育联盟（PSAL）的体育团体
  - 拉拉队
2. 参与以下活动的学生，每个学期能获取6点学分：
  - 办公室义工
  - 学生领袖项目
  - 不属于公立学校体育联盟的体育团体
3. 参与上述未提及的社团活动的学生，每个学期能获取4点学分；
4. 参与特殊课外活动或小型校内活动的学生，经教师或职工确认后能获得2点学分。

## 历史沿革

### 创办
1918年，于手工培训高中就职数学部主任的阿尔伯特·L·科尔斯顿（Albert L. Colston）博士建议在布鲁克林建设一所理工科男校。按照他的设想，该校将重视数学、科学和技术制图等课程，为大学和理工行业培育人才。1922年，纽约市教育局通过了科尔斯顿博士的提议，将夫拉特布什大道延伸49号处的一座仓库改装成了布鲁克林技术高中的校区，第一年录取了约2400名学生。当时的校区处于曼哈頓大橋的阴影处，学校沿用至今的校徽便由此而来。之后布鲁克林技术高中再度经历两次搬迁，于1930年定在了现在位于福特格林坊29号的校址。

### 早年经历
创办之初，布鲁克林技术高中启用了大学风格的专业制度。在这制度下，学生在头两年将学习重视技术与工程的通用课程，之后在后两年进修自己选择的专业。该制度一直沿用至今。
在科尔斯顿博士担任校长的20年内，学校的课程没有太大的变化。科尔斯顿博士退休后，学校暂时由代理校长拉尔夫·布雷特灵（Ralph`Breitling）管理，之后于1944年由哈罗德·泰勒（Harold Taylor）正式接任校长。1946年，电子部主任威廉·帕布斯特（William Pabst）继任成为校长。在他任期内，学校新增了多个专业，包括航空航天工程、建筑学、化學、土木工程、电子学、工业设计、机械工程、结构工程等。之后也添加了一门大学预备课程。
帕布斯特于1964年退休。1967年，布鲁克林技术高中现址上立起了高128米的电视塔，专门为纽约市区的其他学校提供电视信号转播。1970年9月，布鲁克林技术高中开始招收女性学生。在这之前，本地学业优秀的女性学生都就读于作为女校的湾脊高中。

### 录入特殊高中
1972年，纽约州议会将布鲁克林技术高中、布朗克斯科学高中、史岱文森高中与表演艺术高中（现菲奥雷洛·H·拉瓜迪亚高中）定为纽约市的特殊高中。同时议会通过的一项法案要求为前三所高中设立统一的入学考试，即特殊高中入学测验（SHSAT）。
1983年，麦特·曼德利（Matt Mandery）担任校长，是该校首位成为母校校长的前毕业生。同年，布鲁克林技术高中校友基金会成立。1987年，约翰·托宾（John Tobin）成为校长，于其任期内废除了材料科学专业。
80年代，一个叫“狂派”（Decepticons）的暴力街头黑帮于布鲁克林技术高中内成立。之后在2000年，纽约市政府发布了针对校内人员未能及时上报数起武装抢劫事件的报告，提及的事件包括持刀具以及电击枪的抢劫案例，大多发生在学校的厕所与楼梯间。

### 近年
1992年，李·D·麦卡斯基尔博士（Lee D. McCaskill）就任校长。在他任期内学校的计算机教室数量逐步增加，设计与制图的课程渐渐从手绘转向了电脑绘制。
1998年3月，由58年毕业生伦纳德·里吉欧带头的校友会宣布发起目标一千万美元的筹集活动。所收集到的捐款将被用于给母校更新设备，改革课程，培训教员，以及建立大学风格的基金。作为首个为美国公立高中发起的基金募捐，该活动收到《纽约时报》报道，并得到了纽约市内的广泛关注。接下来的几周内，布朗克斯科学高中与史岱文森高中相继宣布要发布相似的募捐活动。2005年11月，布鲁克林技术高中的募捐活动宣布圆满成功。筹集的捐款被用于翻新学校五楼中央的图书馆，新建两个计算机实验室，以及新增一门研究莎士比亚作品的选修课。
2003年，《纽约时报》发布了一篇曝光时任校长麦卡斯基尔诸多问题的文章。文中列举的罪状包括多次给数名教师发送带有性骚扰内容的电子邮件；审查学生校报和英文课课文，例如拒绝将羅素·班克斯的小说《大陆漂移》列入教材；以及其他内部管理问题。次年的一篇跟踪报道发现学校里越来越多的教师离职，以及针对教师爱丽丝·阿尔卡拉（Alice Alcala）的排挤行为。阿尔卡拉是本地有名的莎士比亚文学教师，曾于英国皇家國家劇院为学校赢得了价值一万美元的拨款。但随后麦卡斯基尔拒绝让阿尔卡拉使用学校的礼堂，并给调低了她的绩效排名。事后，阿尔卡拉转到曼哈頓的默里·伯格特劳姆高中，而布鲁克林技术高中也取消了莎士比亚文学的选修课。
2006年2月6日，在纽约市教育局对麦卡斯基尔女儿的入学问题展开调查的四天后，麦卡斯基尔宣布辞去校长职务。次日，市立大学数学、科学与工程高中的前校长兰迪·阿谢尔（Randy Asher）被任命为布鲁克林技术高中的代理校长。在他任期内，校内的学生数量逐渐从4200增长到了5700。
2017年1月，阿谢尔离开布鲁克林技术高中，转任纽约市教育局高级顾问。在他任期内，学校的名声依旧受到多起教员对学生性骚扰事件的影响，导致航天工程教师肖恩·晒纳克（Sean Shaynak）被停职，以及英语教师兼校报顾问大卫·罗（David Lo）的调任。同时学校也被指出有针对黑人学生歧视性的政策，在社交平台上引起了争论。阿谢尔卸任后，前校长助理大卫·纽曼（David Newman）成为代理校长。2020年2月，纽曼正式成为校长。

## 课程
布鲁克林技术高中有一套类似大学的专业系统。下列是校内提供的所有专业：
- 航空航天工程学
- 应用数学
- 建筑工程
- 生物学
- 化学工程
- 土木工程
- 电气工程
- 环境科学
- 金融
- 工业设计
- 法律
- 长岛大学医药学
- 长岛大学高级卫生专业
- 机械电子学
- 传播媒体
- 物理学
- 社会科学
- 软件工程

学生在十年级第二学期时会被要求选择专业，将自己感兴趣的专业按偏好排序。每个专业内有数门课程，包括一部分進階先修和PLTW的课程。每个专业会用各自的算法，按学生对本专业的偏好排名及其相关科目成绩算出PI值，PI值高的学生优先获得本专业的席位，而未分配的学生在前一个专业满员后会到自己选的下一个专业内匹配名额。

## 课外活动
布鲁克林技术高中有约30个属于公立学校体育联盟的校队。体育之外也有数十个社团和活动组织，囊括包括棋牌游戏，辩论比赛，族群文化，艺术创作和科学研究等领域。一部分社团则专注于效仿现实世界里的组织和活动，例如模擬聯合國，模拟法院，以及负责反应学生群体问题的学生政府组织。学校的校报为调查报（The Survey），此外还有BTHS新闻和萝卜报之类的非官方报纸。

## 学校设施

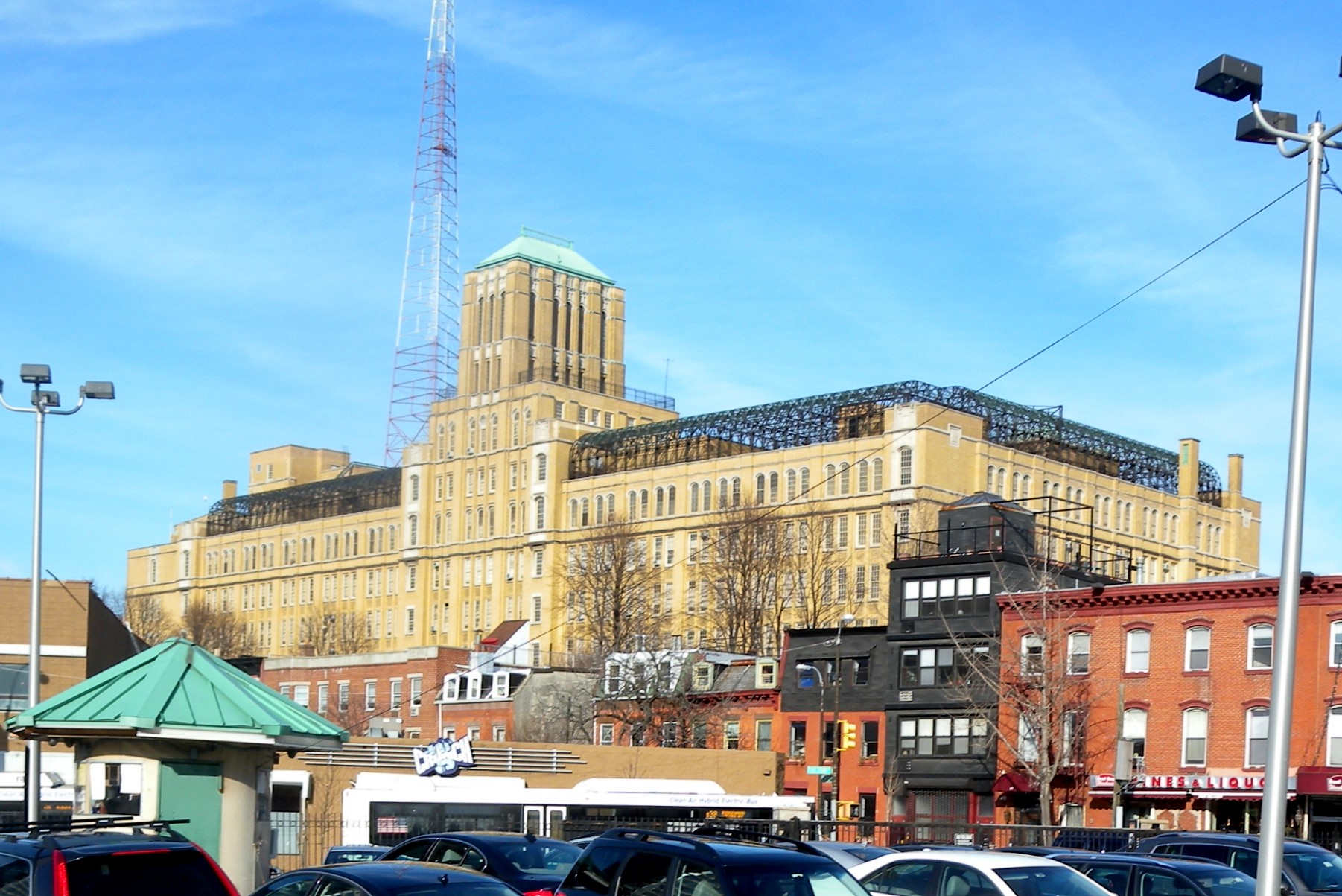
从阿什兰坊眺望布鲁克林技术高中的视角

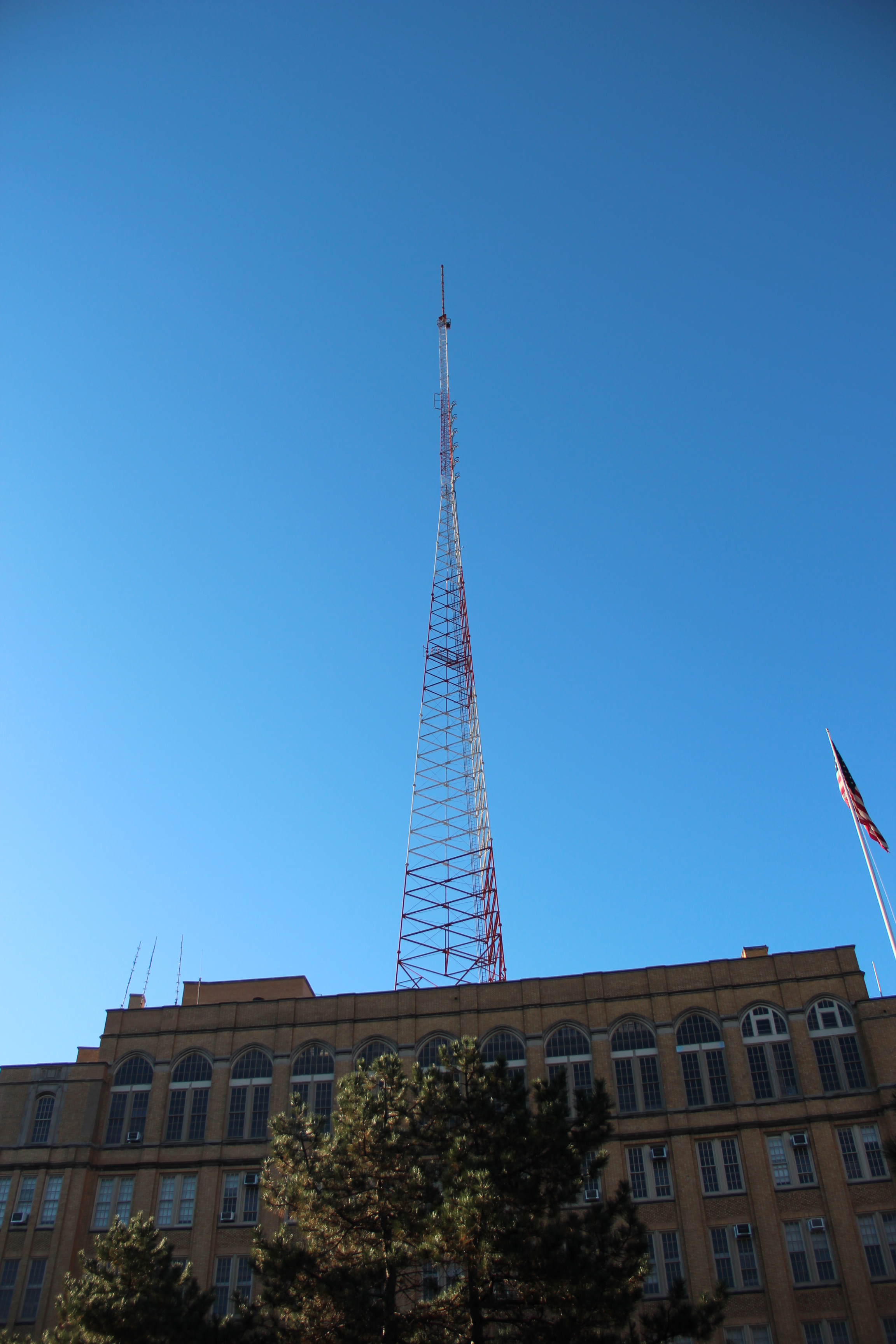
学校顶部的广播信号塔

布鲁克林技术高中整体是一个12层楼高的长方体教学楼，占地约半个城市街区。学校于1930年开工，1933年竣工，建设总花费为六百万美元。学校位于福特格林公园的正对面。校内的设施包括：
| 设施       | 位置                                          | 注释                            |
| ---------- | --------------------------------------------- | ------------------------------- |
| 游泳池     | BS1                                           | 长度为22.86米                   |
| 模拟法庭   | BN4                                           |                                 |
| 礼堂       | 1楼中部                                       | 占3层空间，共3100个座位         |
| 1号体育室  | 1楼南侧                                       | 楼上带夹层跑道                  |
| 实验室     | 2E4、3E6、3E10、3N1、3N4、4E6、4E10、4N8、6S5 |                                 |
| 电子车间   | 4N2                                           |                                 |
| 木工车间   | 5N2                                           |                                 |
| 制图室     | 5N4                                           |                                 |
| 图书馆     | 5楼中部                                       |                                 |
| 食堂       | 7楼主体                                       |                                 |
| 2号体育室  | 8楼中部                                       | 可通往屋顶平台                  |
| 演奏厅     | 9楼西侧                                       |                                 |
| 广播信号塔 | 楼顶                                          | 整体128米高，20世纪80年代起停用 |

学校也拥有以下校外设施：
- 布鲁克林技术高中运动场，位于富尔顿街与克莱曼大道的街口。
- 福特格林公园的部分使用权

## 交通
紐約地鐵的福爾頓街车站（G線）与拉法葉大道車站（C線）离学校最近。德卡爾布大道車站与大西洋大道-巴克萊中心車站也在学校附近，两站除了地铁外也提供转乘長島鐵路的服务。另外，MTA區域巴士營運的B25，B26，B38，B52在学校周边也有站点。住所离学校有一定距离的学生能得到免费或半价的地铁卡补助。

## 著名校友
部分毕业于该校的名人如下：
| 人物              | 毕业于 | 身份                         |
| ----------------- | ------ | ---------------------------- |
| 沃伦·福斯特       | 1923年 | 华纳兄弟卡通画家与作曲家     |
| 乔治·沃尔德       | 1923年 | 诺贝尔生理学或医学奖得主     |
| 迈耶·列文         | 1934年 | 二战美国空军战争英雄         |
| 汤米·霍尔姆斯     | 1935年 | 美國職業棒球大聯盟选手       |
| 弗雷德里克·波爾   | 1937年 | 美国科幻小说作家             |
| 约翰·P·克拉文     | 1942年 | 美国海军特别项目办公室科学家 |
| 李察·麥森         | 1943年 | 恐怖小说《我是传奇》作者     |
| 马尔文·吉特曼     | 1947年 | 《新闻日报》影视评论员       |
| 欧文·夏皮罗       | 1947年 | 美国天体物理学家             |
| 阿尔伯特·S·鲁迪   | 1948年 | 获得奥斯卡最佳影片奖的制片人 |
| 沃尔特·耶特尼科夫 | 1949年 | 哥伦比亚唱片公司总裁         |
| 阿诺·彭齐亚斯     | 1951年 | 诺贝尔物理学奖得主           |
| 卡罗尔·鲍勃科     | 1954年 | 美国国家航空航天局宇航员     |
| 杰里·戈芬         | 1957年 | 流行音乐作词家               |
| 大卫·格罗         | 1958年 | 美国电视剧《洛达》主演       |
| 加里·阿克曼       | 1960年 | 美国众议院纽约代表议员       |
| 哈利·查平         | 1960年 | 民間音樂与摇滚乐歌手         |
| 王嘉廉            | 1962年 | CA科技联合创办人             |
| 史蒂芬·沙森       | 1968年 | 数码相机的发明者             |
| 卢·弗里基诺       | 1969年 | 演员及健身运动员             |
| 洛伦佐·查尔斯     | 1981年 | NBA职业选手                  |
| 黛安娜·狄克逊     | 1982年 | 奥运田径金牌得主             |
| 康拉德·麦克雷     | 1989年 | 美国职业篮球运动员           |
| 埃琳·斯马特       | 1997年 | 美国女子击剑运动员           |
| 泽尔诺·麦里       | 2004年 | 纽约州参议院议员             |

## 流行文化
- 布鲁克林技术高中的拉拉队曾在1988年上映的电影《黑色学府》（School Daze）当中出场。部分影像在学校内进行取材。
- 2013年电视剧《未来青年》的试播集当中，校内的镜头是在布鲁克林技术高中进行的拍摄。
- 福克斯电视台的影视剧《哥谭镇》里出现过布鲁克林技术高中的镜头。[30]